# 医王寺 (新城市)
医王寺（いおうじ）は、愛知県新城市にある曹洞宗の寺院。

## 概要
山号は長篠山（ちょうじょうざん）。本尊は薬師如来。長篠の戦いで武田勝頼が本陣に利用した寺として知られる。

## 歴史
『医王寺誌』によれば、室町時代の僧・琴室契音（きんしつかいおん）によって大洞山泉龍院の末寺として開創されたという。
明応7年（1498年）、琴室は諸国行脚の末に設楽郡篠窪という地に在った小庵に巡り合った。この庵に住み始めると里人からの支えを得た。近郷を領する菅沼氏からの帰依も重なったためか、永正11年（1514年）には小庵は、立派な伽藍の寺院に生まれ変わった。その小庵が、かつては鳳来寺の真言宗学頭・医王院の末に連なっていたという経緯で、寺号は長篠山医王寺と定められた。これには当寺本尊・薬師如来の異名が『大医王仏』である事も起因している。だが、琴室は自らに因る開山を望まず、渥美郡の全久院開山で知られる師の克補契嶷（こくほかいぎょく）に開山を拝請、琴室自身は医王寺の2世住持になったという。
開山当時の長篠城主である菅沼元成は素より、後代では野田城初代城主の菅沼定則から梵鐘を寄進されるなど、大檀那であった田峯城主・菅沼定継ら菅沼一門の厚い庇護を受けた。他にも永禄年間（1558年～70年）には今川氏真から茶湯料5貫文の寄進、天正元年（1573年）に新たに長篠城主となった奥平貞昌からは水田1町歩の寄進を受けている。
月傳太随（げつでんたいずい）和尚が4世住持を務めていた天正3年（1575年）には長篠の戦いが勃発、武田勝頼の本陣が布かれた。後日、長篠城の後詰に織田信長と徳川家康の連合軍が現れたとの報を受けると、山県昌景や馬場信春などの諸将と軍議が開かれ、連合軍との決戦が採択された。
なお、山門の脇には弥陀が池と呼ばれる池が在り、『片葉の葦』の伝説で知られる葦が生息している。

## 末寺
江戸時代までは10余か所に末寺を有していたが、その多くが現在では廃寺となっている。
- 大通寺（新城市長篠字市場51） - 長篠の戦いでは馬場信春が布陣。水杯の伝説で知られる。
- 智蔵院（新城市川合）
- 正福寺（新城市長篠）
- 泉昌寺（新城市大海）
- 新昌寺（新城市有海。鳥居強右衛門の墓所）
- 報恩寺（新城市横川）
- 徳蔵寺（新城市市川）
- 龍昌院（新城市八束穂。廃寺）

## ギャラリー

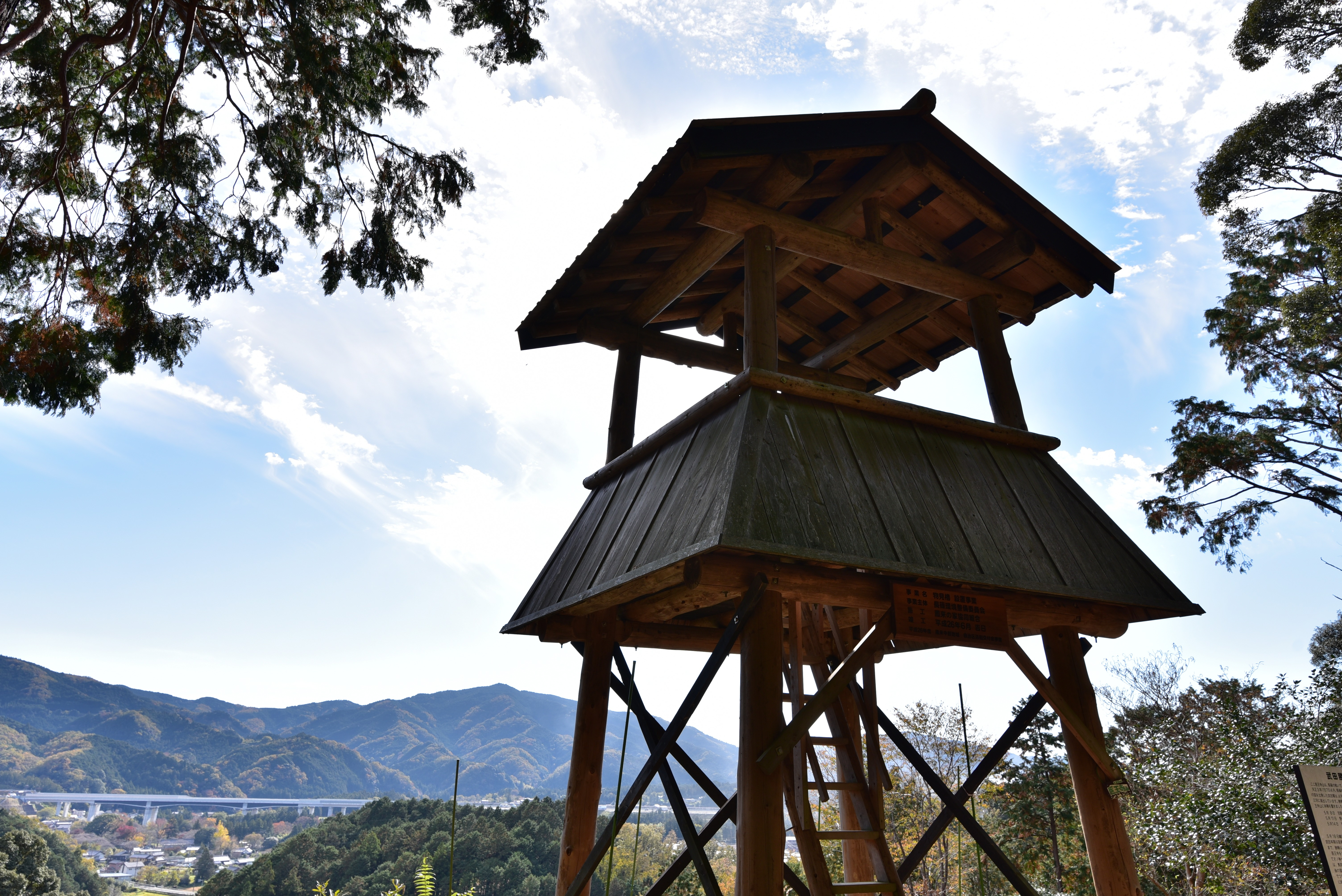
医王山山頂にある物見櫓
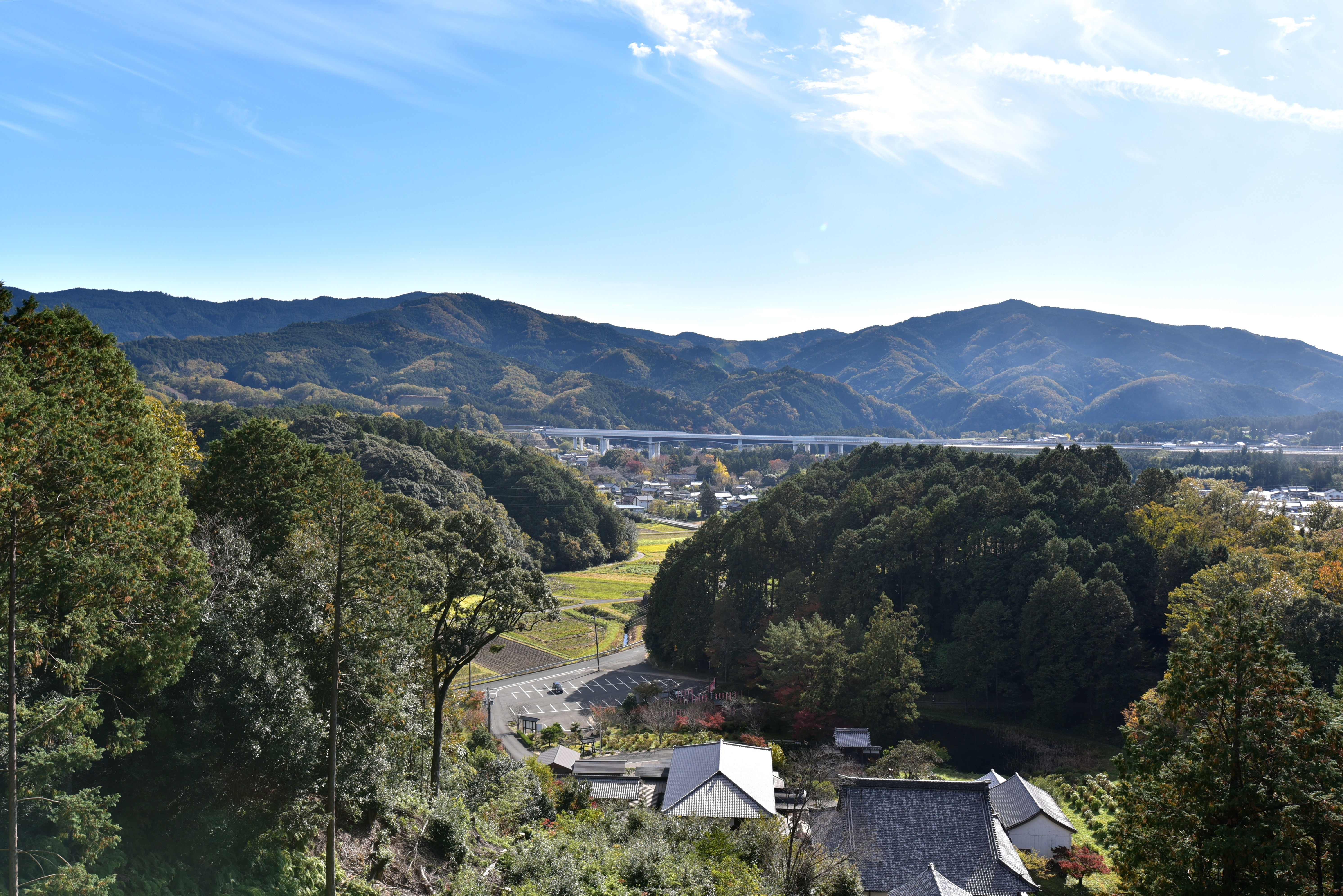
物見櫓から長篠城と医王寺を望む
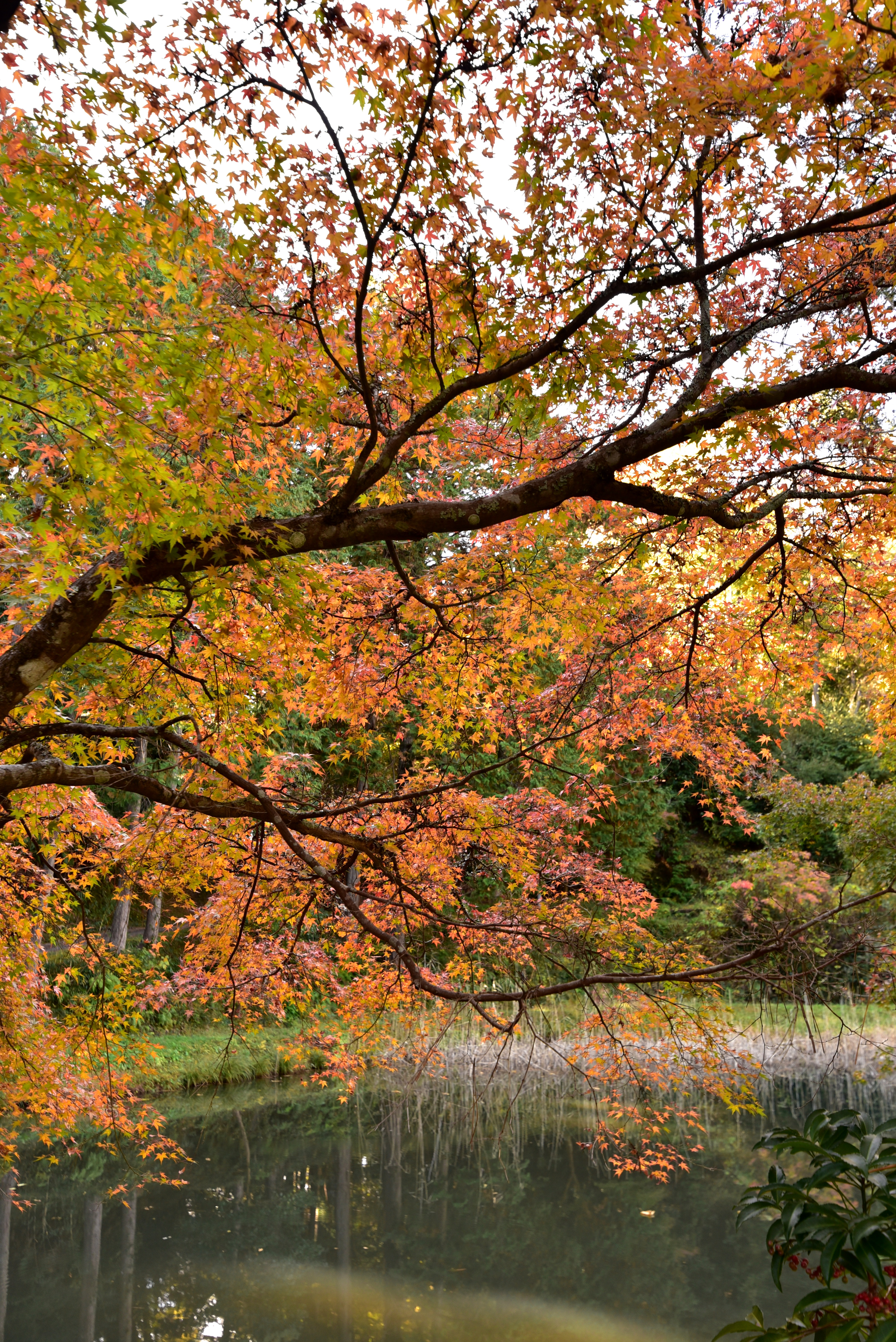
医王寺の境内にある弥陀が池